# Gloydius intermedius
Gloydius intermedius là một loài rắn trong họ Rắn lục. Loài này được Strauch mô tả khoa học đầu tiên năm 1868.